# Rigat
Rigat is een historisch merk van motorfietsen.
De bedrijfsnaam was: Ditta Motocicli Rigat, Luigi Rigat, Milano.
Rigat was een Italiaans merk dat 487cc-motoren inbouwde, maar in 1914 overschakelde op een 499cc-Fafnir-motor. Dat was echter het laatste jaar van de productie, die in 1912 begonnen was. In 1914 stopte ook Fafnir met de levering van haar inbouwmotoren, mogelijk vanwege het uitbreken van de Eerste Wereldoorlog.